# Conspiración Copano
Conspiración Copano fue un programa de televisión conducido por Nicolás Copano y Fabrizio Copano, producido por la productora de contenidos Gou! Infotaiment y emitido en la señal de televisión privada Telecanal desde el 2 de agosto hasta el 19 de octubre de 2008.

## Historia
Luego del término de Canal Copano en Vía X a fines de marzo de 2008, debido a una broma lanzada por Fabrizio en contra de Ignacio Franzani, los hermanos Copano lanzaron a través de Youtube un programa en línea titulado Conspiración Copano, que consistía en emisiones diarias de no más de 10 minutos. Posteriormente se dio por entendido que los Copano estaban buscando una nueva casa televisiva, la cual terminó siendo Telecanal.
Este programa incluyó la participación de diferentes invitados como Pamela Jiles, José Miguel Villouta, Dominique Gallegos, Gonzalo Yáñez, Florcita Motuda, Gonzalo Cáceres, Marisela Santibáñez, Alexander Núñez, María Música Sepúlveda, Jorge Gajardo, Sabina Odone, entre otros. En algunos capítulos se incluian "invitados virtuales", los cuales eran cuidadosamente seleccionados desde el público para representar una pareja de invitados, siendo una gran atracción cuando aparecían en pantalla, además de que sus voces eran compuestas por Felipe Avello y Fabrizio Copano.
Debido a la crisis financiera de Telecanal, la señal privada optó por remover casi todos los programas de producción propia, entre ellos Conspiración Copano, por lo cual el programa fue cancelado a mediados de octubre de 2008 por crisis financiera.

## Formato
El programa, grabado previamente, era emitido los sábados y domingos a las 18:00 horas y mantenía la tónica de su Canal Copano: los conductores se referían a la contingencia nacional de una manera irreverente y recibían a figuras del espectáculo como invitados para conversar con ellos. La única diferencia con el programa emitido en Vía X, era que en este no se revisaban vídeos curiosos de YouTube, sino que los mismos conductores junto a sus colaborados los hacían.
La escenografía, bastante sencilla, simulaba una sala de estar de una casa donde destacaba una chimenea, que en realidad era una pantalla que emitía la imagen de unos leños quemándose, una puerta por donde ingresaban los invitados, y un virus computacional que atravesaba el centro del estudio y que también se podía ver por la ventana. Además, en la pared había cuadros con fotografías de Michelle Bachelet, Sebastián Piñera, George Bush y Fidel Castro, cada uno acompañado por la mascota del programa.

## Elenco
- Emilio Pittet
- Luis Pinto
- Felipe Avello, como Machine
- Jani Dueñas, como voz en off
- Marcela González, como productora del programa
- Carlos Otondo, como Rotos.cl
- Camarografo sin identificar, como Transformer